# Tyska stallplan
Tyska stallplan (Place des écuries allemandes) est une place longue et étroite du quartier de Gamla stan à Stockholm en Suède.

## Présentation
La place s'étendant vers le sud de Svartmangatan à Prästgatan, elle est reliée à Baggensgatan et Mårten Trotzigs Gränd.
Sur la place se trouve une sculpture en granit d'Ivar Johnsson datant de 1956, représentant un jeune homme à cheval.
La sculpture a été, comme plusieurs autres œuvres d'art public à Stockholm, l'objet de sabotages à la fin des années 1990 et par la suite, explosée en centaines de morceaux mais restaurée à chaque fois, la dernière fois en 2003,.
.

## Histoire
De chaque côté de la rue se trouvait le monastère dominicain des années 1330 jusqu'à la réforme protestante (1520-1530). Des fouilles archéologiques menées dans le secteur ont mis au jour les vestiges des remparts du monastère sous les rues actuelles. À l'extrémité sud de Tyska Stallplan, plusieurs vestiges similaires ont été découverts, et à Prästgatan, au sud de la rue, des rangées de pavés ont été utilisées pour indiquer l'ancienne étendue du monastère.
L'espace ouvert était entouré de plusieurs écuries aux XVIIIème et XIXème siècles, ce qui lui valut le nom de Stallplan (« Plan des Écuries ») en 1820. 
En 1844, cependant, on l'appelle Stallplan äfven Tyska Skolg[atan] (« Plan des Écuries et Rue de l'École Allemande »), et en 1870, Tyska Stallplan ou Tyska Skolgatan (« Plan des Écuries et Rue de l'École Allemande »). De toute évidence, la première combinaison, fut retenue.
L'École Allemande était cependant située au numéro 8 de la Själagårdsgatan.
Dans la maison à l'adresse Tyska Stallplan 2, la bibliothèque de Gamla Stan a été ouverte en 1937, elle a été fermée en 2013.

## Galerie

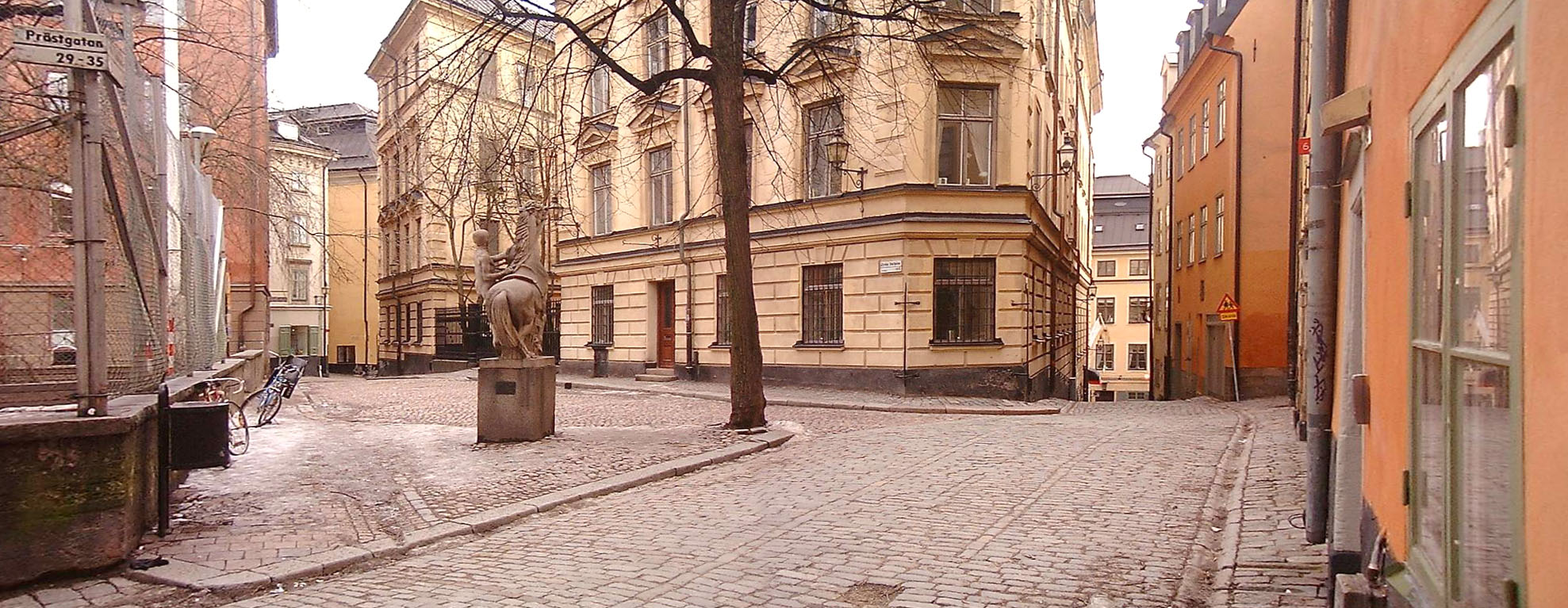
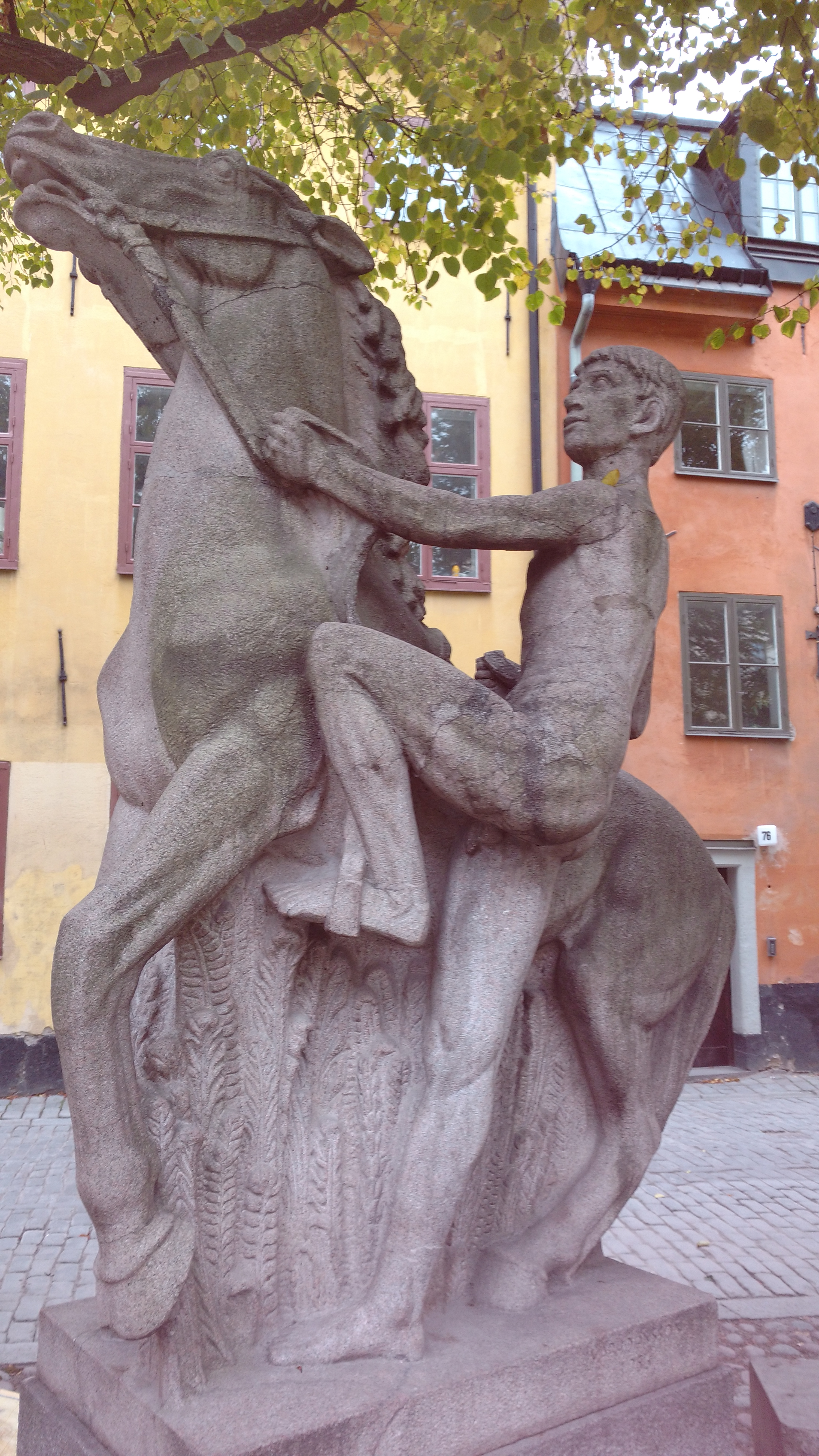
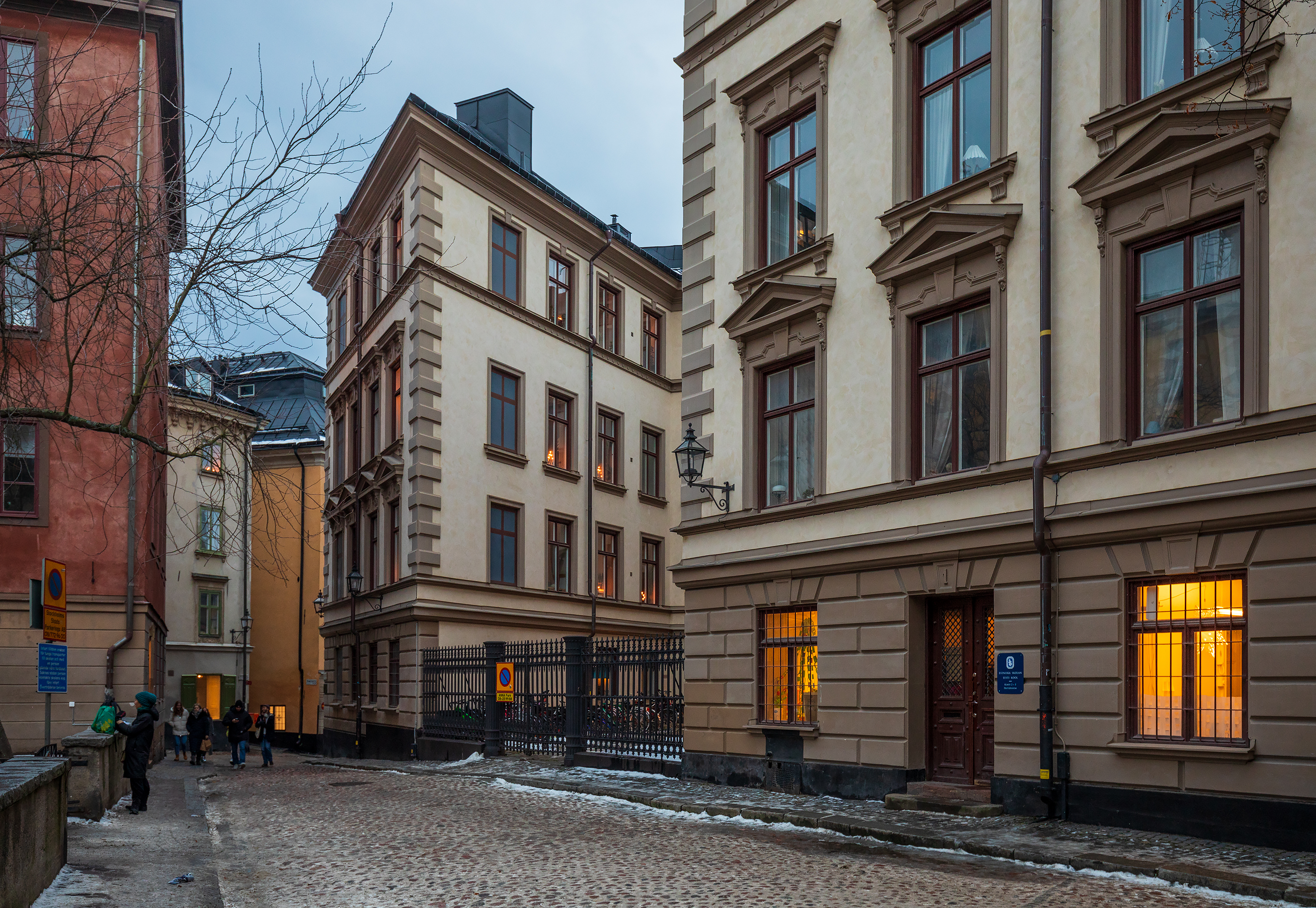